# Latife Uşşaki
Latife Uşaklıgil (geboren als Fatıma-tüz Zehra Latife Uşakîzâde, ook bekend als Latife Hanım) (İzmir, 17 juni 1898 - Istanbul, 12 juli 1975) was de vrouw van de Turkse president Mustafa Kemal Atatürk tussen 1923 en 1925. Vanaf vaderskant was ze verwant aan de Turkse romanschrijver Halid Ziya Uşaklıgil.

## Levensloop
Latife Uşşaki werd geboren in 1898 in de stad İzmir. Ze was de dochter van een van de meest vooraanstaande handelsfamilies van de stad, met wortels in de stad Uşak, vandaar hun onofficiële familienaam Uşakizâde. Eerder stond haar familie bekend als "Helvacızâde". Omdat haar familie rijk was, kreeg ze in haar jeugd privéles in de lagere school in het "glazen herenhuis" in de tuin van Uşakîzâde Mansion. De middelbare school studeerde ze in Istanbul bij de Arnavutköy American Girls College. In 1919 vertrok ze naar het buitenland om rechten te studeren in Parijs en Londen. Daar leerde ze ook Engels, Frans, Spaans en Duits spreken. Ze besloot terug te keren naar Turkije, toen de Turkse Onafhankelijkheidsoorlog zijn einde naderde.
Nadat haar geboortestad İzmir terug was veroverd was door het Turkse leger, keerde ze op 11 september 1922 terug naar haar familiehuis in İzmir. Daar werd ze geconfronteerd met soldaten die haar meedeelden dat de officier Mustafa Kemal Pasja (de latere Atatürk) het huis had ingenomen om het te gebruiken als algemeen hoofdkwartier in İzmir. Nadat ze de soldaten ervan had overtuigd dat ze daadwerkelijk tot het huishouden behoorde, mocht ze naar binnen waar ze kennis maakte met Mustafa Kemal Pasja. Bij haar verblijf daar raakte Mustafa Kemal Pasja zo onder indruk van haar dat hij na de oorlog besloot met haar te trouwen. Met de hulp van zijn stafchef Fevzi Çakmak vroeg hij toestemming van haar familie om met haar te trouwen.
Latife en Mustafa Kemal Pasja trouwden op 29 januari 1923 toen hij net na de dood van zijn moeder Zübeyde Hanım was teruggekeerd naar İzmir. Latife ging in de stad Ankara wonen samen met Atatürk. Twee en een half jaar lang symboliseerde Latife het nieuwe gezicht van Turkse vrouwen als een first lady die zeer aanwezig was in het openbare leven. Latife vergezelde Atatürk vaak bij zijn inspectietochten door het land. Als presidentsvrouw had ze een grote invloed op de hervormingen die in de jaren twintig begonnen voor de emancipatie van vrouwen in Turkije. Hierbij werd het dragen van moderne westerse kleren voor Turkse vrouwen aangemoedigd. Latife toonde hierbij het initiatief door demonstratief haar hoofddoek af te doen en hem publiekelijk niet meer te dragen.
De relatie tussen haar en haar man was echter niet gelukkig. Na veelvuldige ruzies scheidden de twee op 5 augustus 1925. Zowel Latife als Atatürk zouden daarna niet meer hertrouwen. Uit hun huwelijk waren geen kinderen voortgekomen. Latife woonde de rest van haar dagen in de steden İzmir en Istanbul in afzondering, waarbij ze contacten buiten haar privékring vermeed tot aan haar dood in 1975. Ze is nooit hertrouwd en zweeg haar hele leven over haar relatie met Atatürk.
In 2005 zou de Turkse Historische Vereniging haar dagboeken openbaar maken "behalve de meest privé, rekening houdend met de mening van haar familie". Haar familie beweerde echter publiekelijk dat ze het recht hadden op het eigendom van de brieven en verklaarde niet te willen dat de dagboeken werden gepubliceerd. Als gevolg hiervan besloot de vereniging haar dagboeken niet te publiceren.
Een uitgebreide maar ook controversiële biografie van Latife verscheen in 2006 door de ervaren Cumhuriyet-journalist İpek Çalışlar.

## Galerij

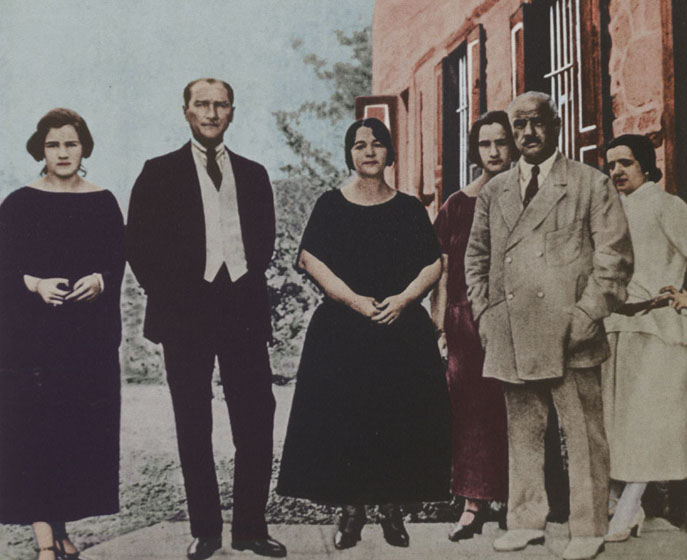
Mustafa Kemal Pasja en Latife (geheel links) met haar familie in 1923 in İzmir
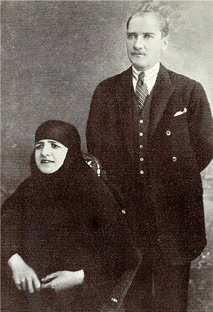
Huwelijksfoto van Mustafa Kemal en Latife in 1923
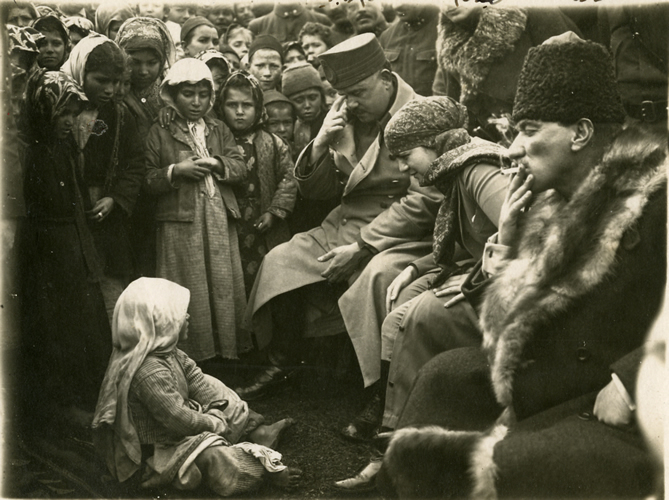
Kâzım Karabekir, Latife, and Mustafa Kemal in het dorp Ergama tijdens hun reis naar Edremit op 8 februari 1923
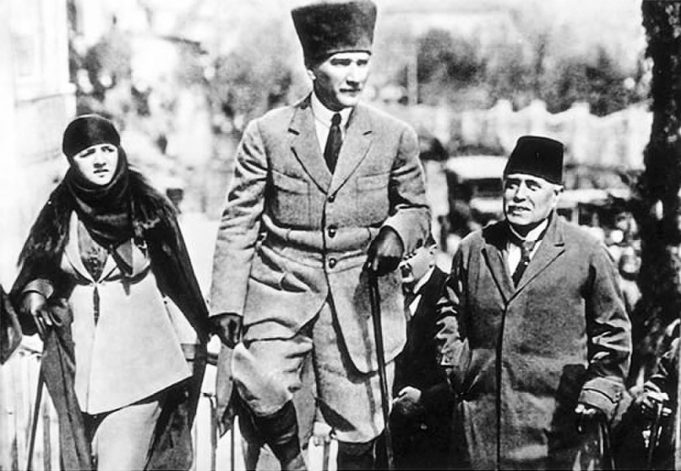
Mustafa Kemal Atatürk en Latife tijdens hun bezoek aan Adana 1923
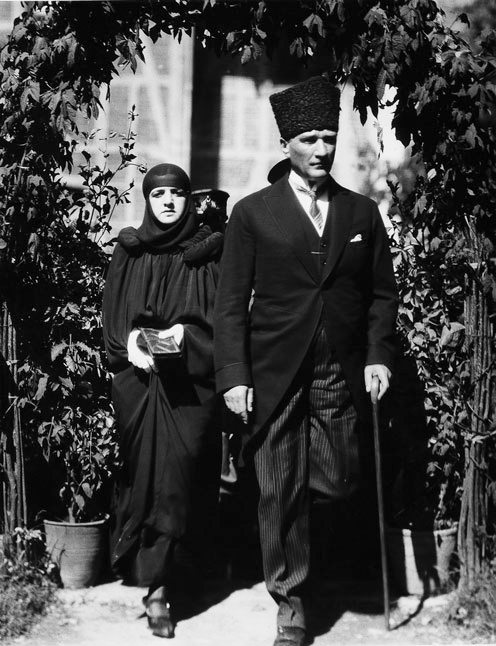
Mustafa Kemal Atatürk en Latife tijdens hun reis in 1924 naar Bursa
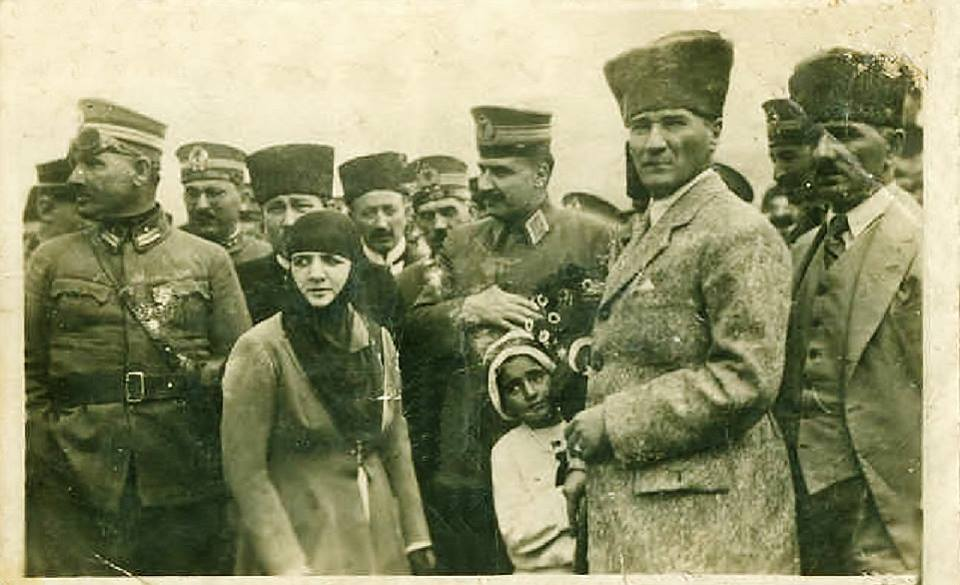
Mustafa Kemal Atatürk en Latife in Samsun in 1924
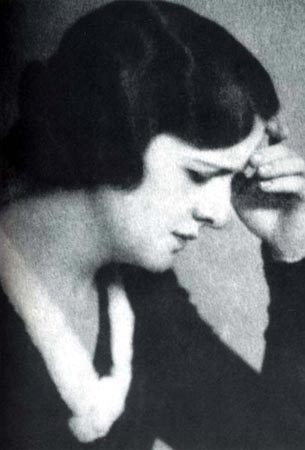
Latife in de vroege dertiger jaren
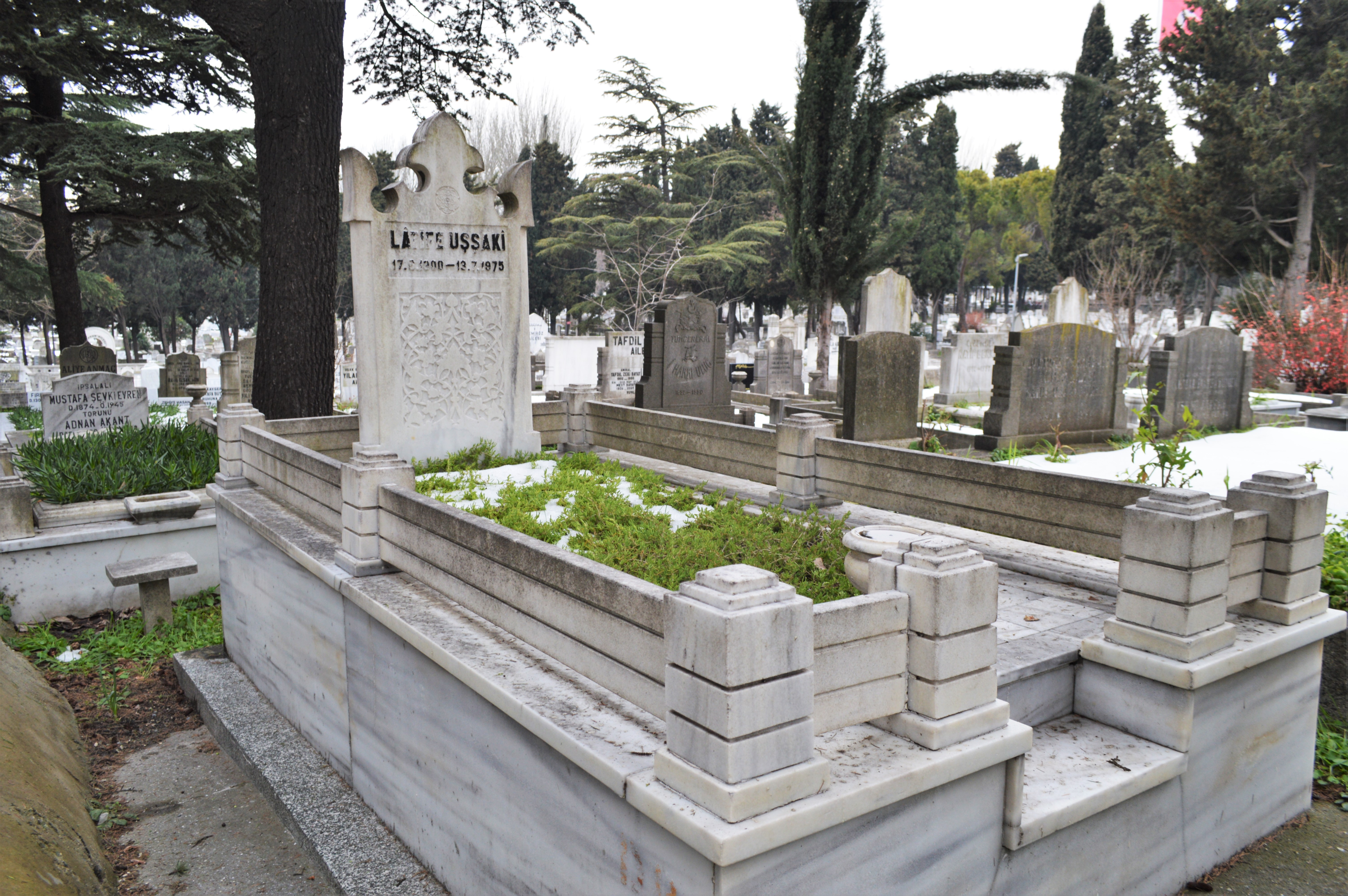
Het graf van Latife in de begraafplaats Edirnekapı Şehitliği van het district Eyüp in Istanbul